# Coisas do Meu Imaginário
Coisas do Meu Imaginário é o quinto álbum de estúdio do rapper brasileiro e cantor Rael da Rima lançado em 11 de novembro de 2016. O álbum contém 11 faixas descritas abaixo. O álbum está disponível em quase todas as plataformas digitais como Spotify, Google Play, Allmusic e no iTunes.

## Faixas
| N.º | Título                                          | Duração |  |
| 1.  | "Do Jeito"                                      | 2:56    |  |
| 2.  | "Estrada"                                       | 3:11    |  |
| 3.  | "Rouxinol"                                      | 3:13    |  |
| 4.  | "Aurora Boreal"                                 | 3:40    |  |
| 5.  | "Minha Lei" (feat. Massao, Apolo & Ogi)         | 4:04    |  |
| 6.  | "De Amor"                                       | 3:31    |  |
| 7.  | "Papo Reto" (feat. Black Alien & Daniel Yorubá) | 3:35    |  |
| 8.  | "Descomunal"                                    | 3:43    |  |
| 9.  | "Livro de Faces"                                | 3:15    |  |
| 10. | "Falacioso"                                     | 3:44    |  |
| 11. | "Quem Tem Fé" (feat. Chico César)               | 4:14    |  |